# Louis-Philippe de Palatinat-Simmern
Louis-Philippe (allemand: Ludwig Philipp) (23 novembre 1602 – 6 janvier 1655) est le comte Palatin du Rhin de Simmern-Kaiserslautern de 1610 jusqu'en 1655.
Philippe est né à Heidelberg, le plus jeune fils de Frédéric IV du Palatinat et de Louise-Juliana d'Orange-Nassau. Après la mort de son père en 1610, Louis-Philippe hérite de ses territoires autour de Simmern, de Kaiserslautern et de Sponheim. Philippe mourut à Krossen et est enterré à Simmern.

## Mariage
Louis-Philippe épouse Marie-Éléonore de Brandebourg (1607-1675) (de) (1er avril 1607 - 18 février 1675), fille de l'électeur Joachim III Frédéric de Brandebourg, le 4 décembre 1631 et a les enfants suivants:
1. Charles Frédéric (6 janvier 1633 - 13 janvier 1635)
2. Gustave Louis (1er mars 1634 - 5 août 1635)
3. Charles Philippe (20 avril 1635 - 24 février 1636)
4. Louis Casimir (27 septembre 1636 - 14 décembre 1652)
5. Élisabeth Marie Charlotte (23/24 octobre 1638 - 10/22 mai 1664), épouse  Georges III de Brzeg
6. Louis-Henri de Palatinat-Simmern (11 octobre 1640 - 3 janvier 1674)
7. Louise Sophie Éléonore (27 juin 1642 - 29 mars 1643)